# ۳۰۱ (پیش از میلاد)
۳۰۱ (پیش از میلاد) ۳۰۱مین سال قبل از تقویم میلادی است.

## درگذشتگان
- آنتیگون یکم، ژنرال مقدونیه باستان (زاده ۳۸۲ پیش از میلاد)
- اریستوبولوس، تاریخ‌نگار یونانی (زاده حدود ۳۷۵ پیش از میلاد)